# Solanum pittosporifolium
Solanum pittosporifolium là loài thực vật có hoa trong họ Cà. Loài này được Hemsl. miêu tả khoa học đầu tiên năm 1890.